# 흐루닝어 미술관
흐루닝어 미술관(네덜란드어: Groeningemuseum)은 벨기에 브뤼허에 있는 시립 미술관으로, 중세 에카우트 수도원(Eekhout Abbey)이 있던 부지에 세워졌다.
이 미술관에는 얀 판 에이크 부터 마르셀 브로타에스까지, 600년에 걸친 플랑드르와 벨기에의 회화 컬렉션이 소장되어 있다. 박물관의 주요 소장품으로는 네덜란드 초기 회화, 르네상스와 바로크 거장들의 작품, 18~19세기 신고전주의와 사실주의 시기의 회화, 벨기에 상징주의와 모더니즘의 중요 작품, 플랑드르 표현주의의 걸작, 그리고 2차 세계 대전 이후 현대 미술 컬렉션 등 여러 작품들이 있다.